# 심학고등학교
심학고등학교(尋鶴高等學校)는 대한민국 경기도 파주시 동패동에 있는 공립 고등학교이다.

## 학교 연혁
- 2020년 4월 22일 : 학교 설립인가(일반 36, 특수 1)
- 2024년 3월 1일 : 초대 교장 김현제 취임
- 2024년 3월 1일 : 심학고등학교 개교
- 2024년 3월 18일 : 제1회 입학식(1학년 일반 12학급 387명)

## 참고 자료
- 심학고등학교 - 한국교육학술정보원 학교알리미